# Kasaï (provins)
Kwango er en provins i Den Demokratiske Republik Congo. Den er en af de 21 provinser, der blev oprettet ved opdelingen i 2015. Kasaï og Kasaï-Central provinserne er resultatet af opdelingen af den tidligere Kasaï-Occidental provins. Kasaï blev dannet fra Kasaï-distriktet og den uafhængigt administrerede by Tshikapa, som blev hovedstaden i den nye provins.
Der er 5 administrative territorier i provinsen, som omfatter:
1. Dekese
2. Ilebo
3. Kamonia (Tshikapa)
4. Luebo
5. Mweka